# Medaile za službu v Africe
Medaile za službu v Africe (anglicky: Africa Service Medal, afrikánsky: Afrikadiens-Medalje) je jihoafrická medaile za tažení. Udílena byla za účast v druhé světové válce příslušníkům Unijních obranných sil, Jihoafrické policie a Jihoafrické železniční policie.

## Historie
Vedle britských medailí za tažení během druhé světové války, které byly udíleny bojovníkům ze všech zemí Commonwealthu, založilo několik z těchto zemí své vlastní služební medaile, všechny s osobitým vzhledem, účelem a kritérii k udělení. V Jižní Africe byla králem Jiřím VI. 23. prosince 1943 založena Medaile za tažení v Africe.

## Pravidla udílení
Medaile byla udílena příslušníkům Unijních obranných sil, Jihoafrické policie a Jihoafrické železniční policie. Původně měla být udílena za službu v Africe během druhé světové války, později byla udílena za jakoukoliv službu v této válce.
Předpokladem pro udělení medaile bylo dobrovolné přihlášení se příslušníka ozbrojených sil ke službě mimo Jihoafrickou unii a také člověk musel sloužit buď doma nebo v zahraničí nepřetržitě po dobu minimálně 30 dní nebo podstoupit minimálně 18 hodin přerušovaného výcviku. K této službě či výcviku muselo dojít v době od vyhlášení války 6. září 1939 do jejího konce 2. září 1945. Jak napovídá i název medaile, byla původně určena pro udílení za službu v Africe. Podle pozdějších kritérií mohla být udělena za službu kdekoliv na světě.
Příslušníci pozemních jednotek Unijních obranných sil sloužili v letech 1940 až 1941 ve východní Africe, v letech 1941 až 1943 v severní Africe, v roce 1942 na Madagaskaru a v letech 1944 až 1945 v Itálii. Příslušníci South African Air Force sloužili navíc v letech 1943 až 1945 v západní Africe, v roce 1943 na Sicílii, v letech 1943 až 1945 v jihovýchodní Evropě a také se zapojili do vzdušné podpory Varšavského povstání v roce 1944. Příslušníci námořních sil sloužili v letech 1941 až 1945 v oblasti Středozemního moře, v roce 1941 v Řecku, v letech 1941 až 1945 v arktických konvojích, v roce 1942 v Jávském moři, v roce 1943 na Sicílii, v letech 1943 až 1945 v Indickém oceánu, v roce 1944 během vylodění v Normandii a v roce 1945 v Tichém oceánu.
Dodatečně k této medaili byla v roce 1946 založena Jihoafrická medaile za válečnou službu, která sloužila k ocenění dobrovolné neplacené služby na podporu Jihoafrické unie během druhé světové války.

## Popis medaile
Medaile byla ražena ze stříbra. Autorem návrhu medaile byl polní maršál Jan Smuts. Medaile má kulatý tvar o průměru 36 mm. Na přední straně je vyobrazena mapa Afriky, kterou při okraji medaile obklopuje nápis nesoucí název medaile v angličtině AFRICA SERVICE MEDAL (nalevo) a v afrikánštině AFRIKADIENS-MEDALJE (napravo). Na zadní straně je antilopa skákavá zobrazená ve skoku. Na zadní straně není žádný nápis.
Stuha je široká 32 mm. Široký pruh uprostřed má oranžovo-červenou barvu, která odpovídá barvám nošeným na náramenících jihoafrických dobrovolníků. Při okrajích jsou pruhy široké 3,5 mm v barvě zelené a žluté. Barvy zelená a zlatá jsou barvami jihoafrické ragbyové reprezentace, od které je převzaly obranné síly. Jihoafričtí veteráni druhé světové války přezdívají této stužce Ouma's Garter (babiččin podvazek). Ouma Smuts či Granny Smuts (babička Smutsová) byla přezdívka manželky jihoafrického předsedy vlády za druhé světové války, polního maršála Jana Smutse. Tato přezdívka byla poctou jejímu neutuchajícímu úsilí dodávat jihoafrickým vojskům domácí pohodlí.

## Králova pochvala

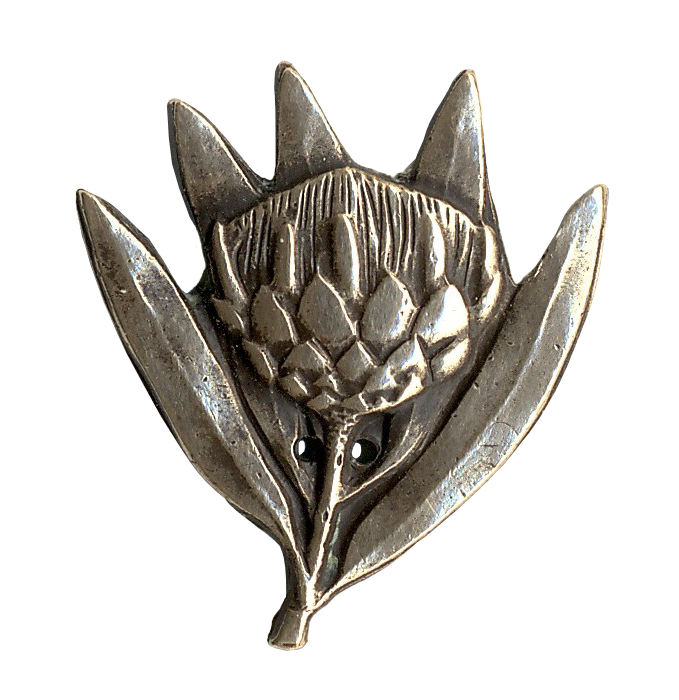
Emblém ve tvaru květu Protea

Královo pochvala (1939–45) (anglicky: King's Commendation (South Africa) (1939–45)) je zastoupená bronzovým emblémem ve tvaru květu rostliny čeledi Protea. Tento symbol byl povolen nosit na stužce Medaile za službu v Africe a mohl být udělen za cenné služby v souvislosti s druhou světovou válkou. Uznání mohlo být uděleno i posmrtně a bylo ekvivalentem k Mention in Despatches, bylo však udíleno za služby poskytované mimo bojiště. Odznak v plné velikosti, který se nosí na stuze s medailí, je vysoký 19 mm a jeho miniatura, která se nosí na stužce je vysoká 9 mm.

## Pořadí nošení medailí
Válečné služební medaile jednotlivých států Commonwealthu jsou nošeny za Válečnou medailí 1939–1945. Řazeny jsou podle data svého vzniku:
- Služební medaile kanadských dobrovolníků (založena 22. října 1943)[9]
- Medaile za službu v Africe (založena 23. prosince 1943)[7]
- Medaile za službu v Indii (založena 6. června 1946)[10]
- Válečná služební medaile Nového Zélandu (založena 6. června 1946)[11]
- Australská služební medaile 1939–1945 (založena v listopadu 1949)[12]
- Válečná služební medaile novofoundlandských dobrovolníků (založena 6. listopadu 1981)